# Subrasaca ignicolor
Subrasaca ignicolor är en insektsart som beskrevs av Victor Antoine Signoret 1854. Subrasaca ignicolor ingår i släktet Subrasaca och familjen dvärgstritar. Inga underarter finns listade i Catalogue of Life.